# Niles (Ohio)
Niles ist eine durch die Metallindustrie geprägte City im County Trumbull im amerikanischen Bundesstaat Ohio, etwa 90 km östlich von Cleveland. Das U.S. Census Bureau ermittelte bei der Volkszählung 2020 eine Einwohnerzahl von 18.443.
Niles ist Geburtsort von William McKinley, dem 25. Präsident der Vereinigten Staaten, dessen Presidential Library sich hier in einem denkmalgeschützten Gebäude befindet.

## Geographie und Bevölkerung
Die Stadt liegt am Mahoning River direkt südlich von Warren und befindet sich fast in der Mitte des dicht besiedelten Ballungsraumes, der sich zwischen Warren und Youngstown im Mahoning Valley gebildet hat. Die Stadtfläche ist 22,2 km² groß, die mittlere Höhe ist 268 m über dem Meeresspiegel. Niles ist wie die anderen Städte des Ballungsraums verkehrsmäßig recht gut erschlossen, in der näheren Umgebung verlaufen die Interstates I-80, I-76 und I-680.
Niles hatte 19.266 Einwohner in 8.410 Haushalten bei der US-Volkszählung von 2010. 93,1 % der Bevölkerung waren Weiße und 3,5 % Afroamerikaner. Der Rest verteilte sich auf mehrere Volksgruppen. Das Pro-Kopf-Einkommen betrug 19.933 US-Dollar (Ohio: $25.113), unter der Armutsgrenze lebten 18,0 % der Bevölkerung. Das Haushaltseinkommen zwischen 2006 und 2010 betrug im Durchschnitt jährlich 35.215 $ verglichen mit 47.358 $ in ganz Ohio.

## Geschichte
Der Ort wurde 1806 erstmals durch James Keaton besiedelt, der in der Nähe die erste Getreidemühle und den ersten Hochofen der Gegend errichtet hatte. Entsprechend hieß der Ort zuerst Heaton’s Furnace. (Furnace ist englisch für Hochofen.) 1834 benannte Heaton zu Ehren eines Zeitungsredakteurs aus Baltimore, den er bewunderte, den Ort in Nilestown um. Der Ortsname wurde später vom U.S. Postal Service zu Niles abgekürzt.

### Tornado
Am 31. Mai 1985 zerstörte ein Tornado mehrere Gebäude in Niles, auch Menschen kamen ums Leben. Der Orkan hatte die Stärke F5 auf der Fujita-Skala, das bedeutet eine Geschwindigkeit von 400 bis 500 km/h. Er kam aus dem Westen, aus Newton Falls und Lordstown und zog dann nach Niles weiter, wo er mehrere Todesopfer forderte. Schließlich zog er nach Hubbard, von hier fegte er über den Süden von Masury und verursachte die größten Zerstörungen im benachbarten Wheatland, Pennsylvania, wo die meisten Menschenleben zu beklagen waren und zahlreiche Fabriken zerstört wurden.
Als der Tornado den Norden von Niles erreicht hatte, kam es dort zur Zerstörung der Ashland-Oil-Raffinerie, zu Verwüstungen auf dem Friedhof und zur Abtragung mehrerer Läden und Gewerbestätten. Elf Menschen fanden in Niles und Hubbard Township den Tod.

### National Park Service

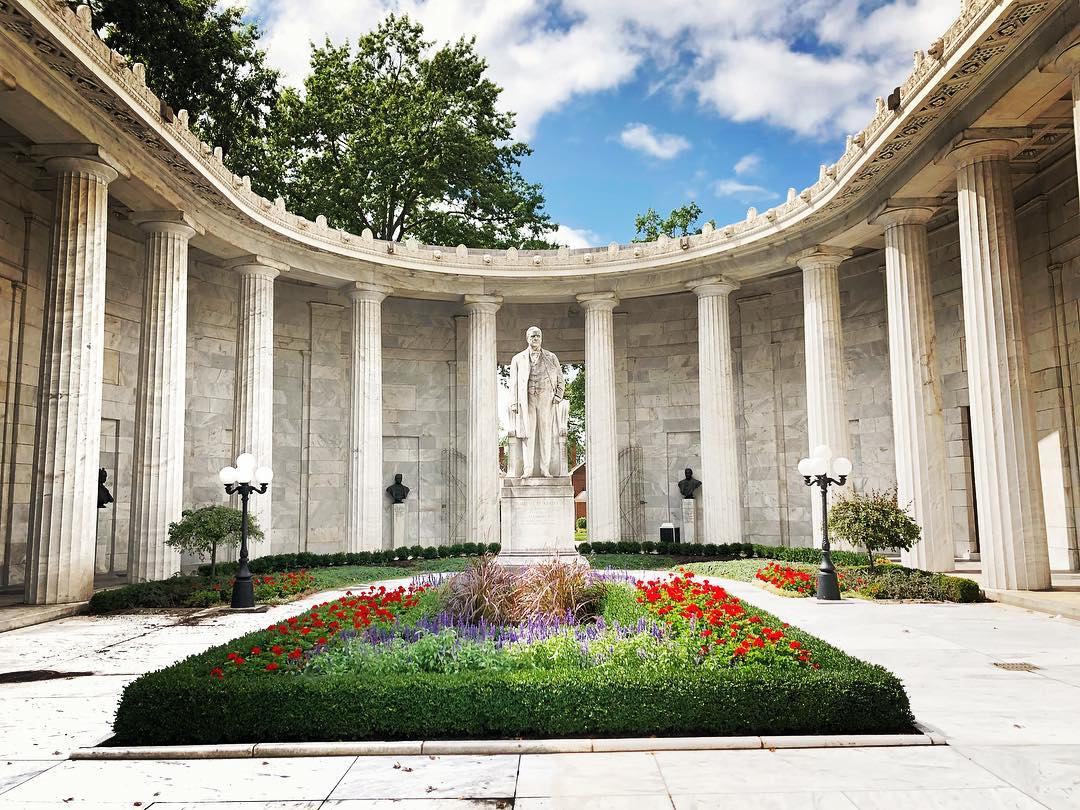
National McKinley Birthplace Memorial (2018)

Der National Park Service weist für Niles drei Bauwerke aus, die im National Register of Historic Places (NRHP) eingetragen sind (Stand 29. November 2018). Darunter befindet sich das National McKinley Birthplace Memorial zu Ehren des früheren Präsidenten William McKinley, der in Niles geboren wurde.

## Wirtschaft
Die Wirtschaft der Stadt konzentrierte sich zunächst auf die Eisenherstellung, später kam die Stahl- und Glasproduktion hinzu. In den nördlichen Vereinigten Staaten nahm die Bedeutung des Fertigungssektors in den 1970er-Jahren ab. Dies führt auch in Niles zu einem Rückgang im verarbeitenden Gewerbe.
Die Harris Corporation wurde 1895 in Niles gegründet.

## Persönlichkeiten
- William McKinley (1843–1901), 25. Präsident der Vereinigten Staaten von Amerika
- Kenneth Patchen (1911–1972), Dichter, Schriftsteller und Maler
- Harry M. Rose (1906–1986), Mediziner und Immunologe, Hochschullehrer, Mitentdecker des Rheumafaktors
- Tim Ryan (* 1973), Politiker
- Dominic Sena (* 1949), Video- und Filmregisseur
- Herb Stein (1898–1980), American-Football-Spieler, in Niles aufgewachsen
- Russ Stein (1896–1970), American-Football-Spieler, in Niles aufgewachsen[11]

## Namensvarianten
Die Stadt besitzt einige Bezeichnungsvarianten:
- Heatons Furnace[12]
- Mahoning[13]
- Mahoning Salt Springs[13]
- Mohoning[13]
- Niles City[13]
- Nilestown[12]